# أريكة

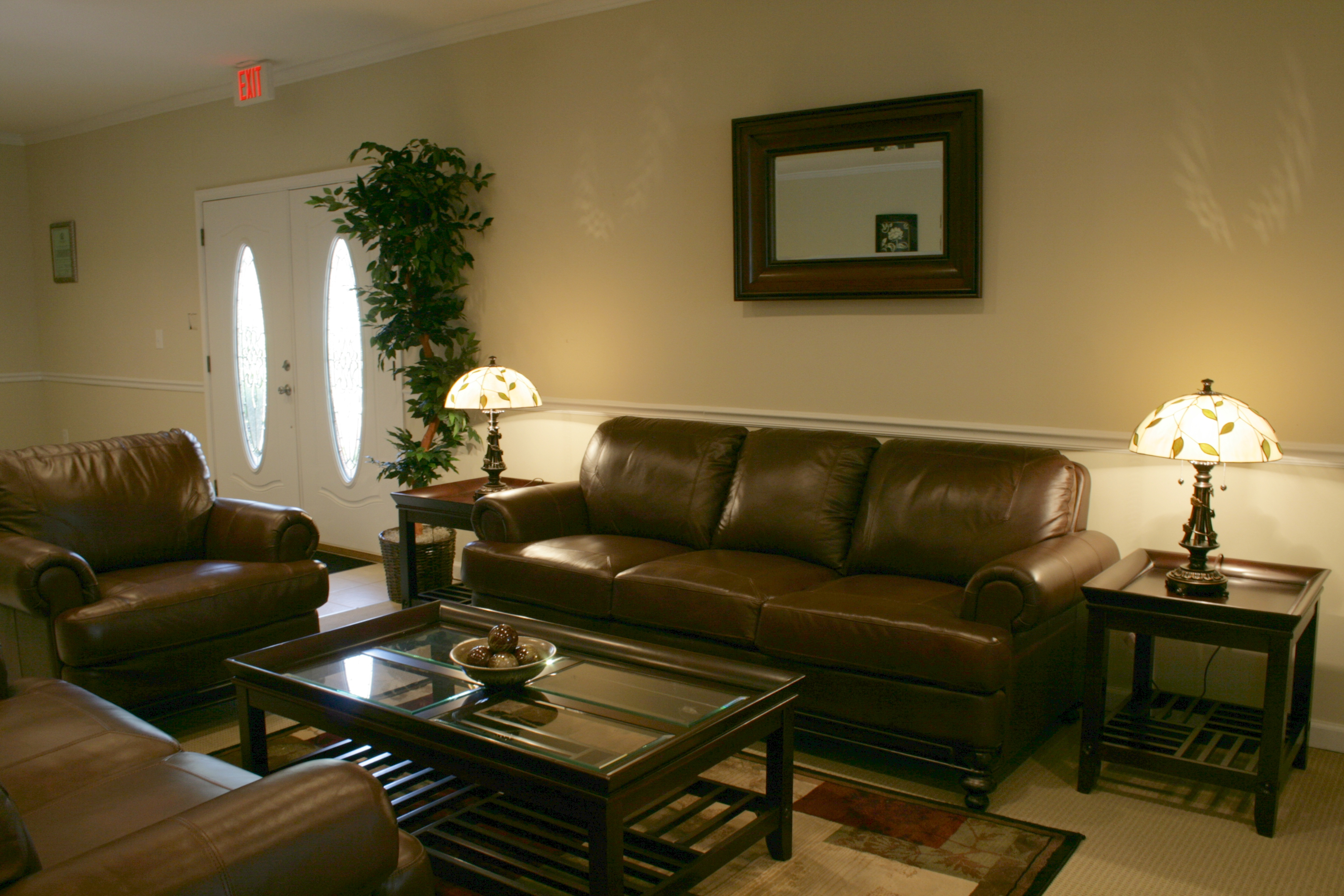
أريكة بثلاث مساند في بهو مكتب

الأريكة (الجمع: أَرَائِك، أَرِيك) قطعة أثاث للجلوس أو الاستلقاء. وقد ورد في القرآن في سورة يس ﴿عَلَى الأَرَائِكِ مُتَّكِئُونَ﴾. والأريكة تكون غالبًا مصممة ليجلس عليها أكثر من شخص واحد، وعادة ما يكون لها مسند للظهر ومساند للذراعين.
تستخدم الأرائك في المنازل، عادة في صالة المعيشة أو المجلس، كما تستخدم في الفنادق والمكاتب التجارية وقاعات الانتظار وغيرها.
وكما يذكر أن أصل التسمية في كلمة صوفا يعود للغة العربية يعود إلى كلمة الصفة.

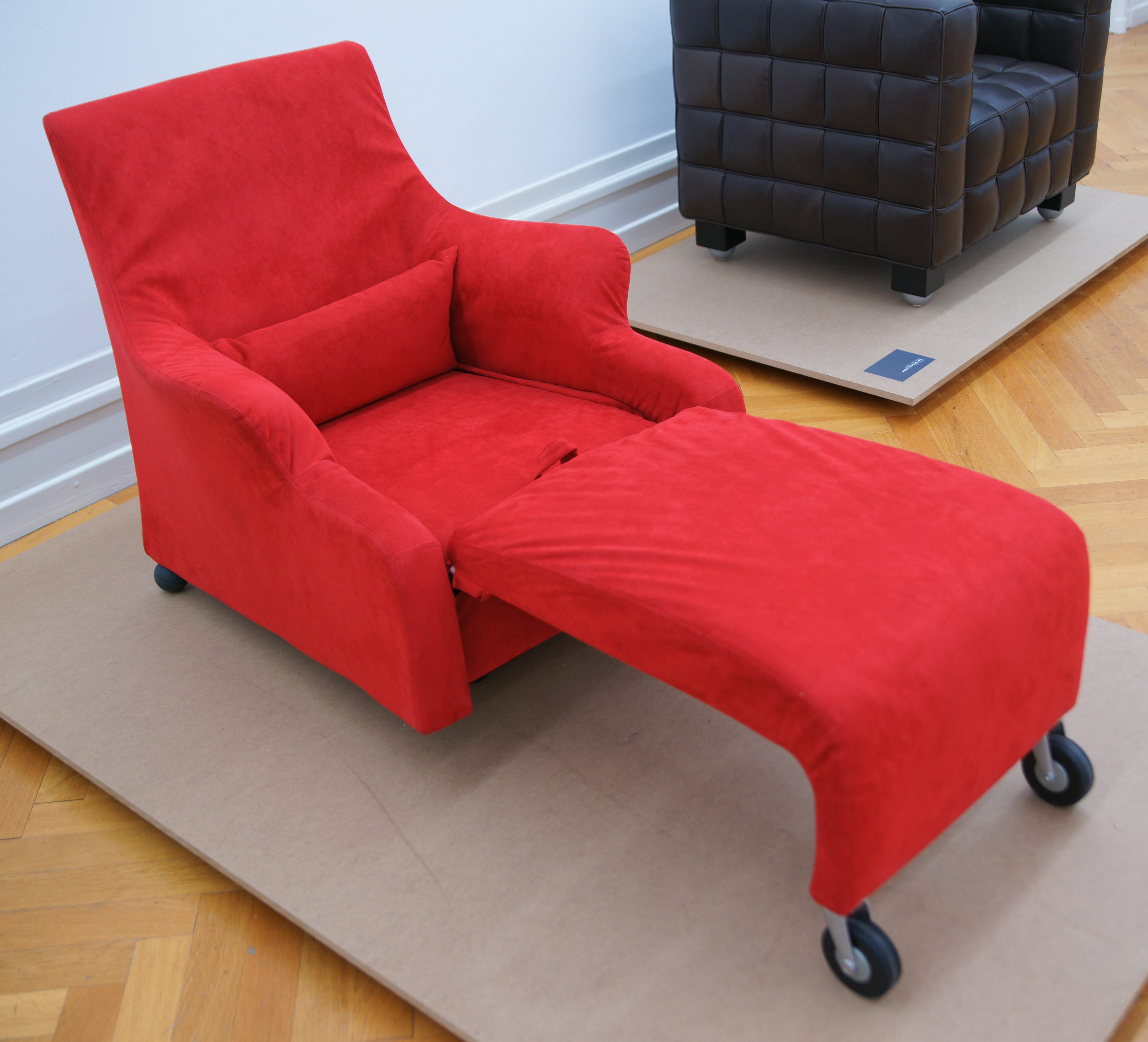
أريكة.

## أنواع أخرى من الأرائك
- الديوانة: جلسة أرضية على فراش وثير مع مساند للاتكاء وأحيانا مساند أو وسائد للظهر.
- المضجع: أريكة طويلة تستعمل للاستلقاء والتمدد (كسرير) مع مسند مرتفع للظهر وأحيانا مسند للذراع كذلك.
- العثمانية: مقعد دائري صغير (كما يمكن أن يكون على شكل مربع)، منخفض الارتفاع، مبطن ومنجد، من دون مساند، يستعمل لإراحة القدمين أثناء الجلوس على الأريكة، كما يمكن استعمالها كطاولة صغيرة، ويمكن كذلك الجلوس عليها.

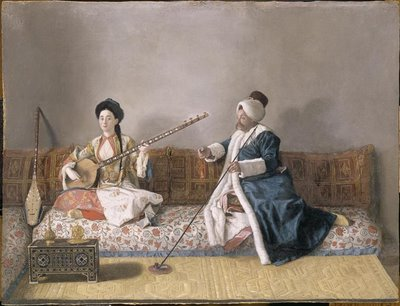
ديوانة.
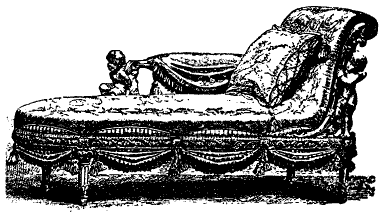
مضجع.
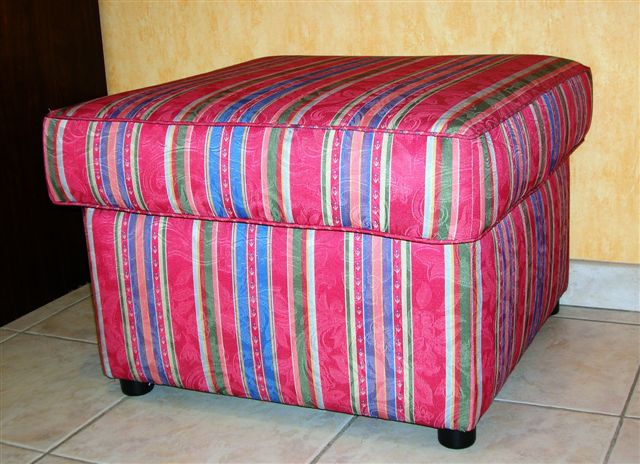
عثمانية.